# Franklin P. Adams
Franklin Pierce Adams (Chicago, 15 novembre 1881 – New York, 23 marzo 1960) è stato un giornalista e scrittore statunitense. Noto anche come Franklin P. Adams o semplicemente con le sue iniziali F.P.A., ottenne una certa fama per il suo ingegno, per la sua rubrica di giornale The Conning Tower e per le sue apparizioni come ospite regolare della trasmissione radiofonica Information Please. Un prolifico scrittore umorista, era un membro dell'Algonquin Round Table degli anni venti e trenta.

Studiò scienza e matematica presso l'Armour Scientific Academy di Chicago, diplomandosi nel 1899. Frequentò per circa un anno la University of Michigan interessandosi alla letteratura. Abbandonati gli studi universitari trovò lavoro come agente assicurativo a Chicago, nel 1901 conobbe l'umorista George Ade, che lo convinse a tentare la carriera di scrittore. Nel 1903 iniziò a collaborare come autore di diversi articoli di colonna per il Chicago Journal, nei quali iniziò ad esprimere il proprio talento da umorista. Nel 1904 si sposò con Minna Schwartze ed i due si trasferirono a New York e fino al 1913 Adams collaborò per le colonne del New York Evening Mail. 

## Satire principali
- No Sirree!, messo in scena per una sola notte nell'aprile del 1922, fu il decollo di una famosa rivista di europea chiamata La Chauve-Souris diretta da Nikita Balieff.[1]

- La sua satira della poesia di Edgar Allan Poe Annabel Lee è stata successivamente raccolta nel suo libro Something Else Again (1910):

Soul Bride Oddly Dead in Queer Death Pact
High-Born Kinsman Abducts Girl from Poet-Lover—Flu Said to Be Cause of Death—Grand Jury to Probe

## Nel cinema
Adams venne interpretato da Chip Zien nel film Mrs. Parker e il circolo vizioso (1994).